# Oblatio vitae
L'oblatio vitae (lett. "offerta della vita") è il quarto criterio di beatificazione  e canonizzazione dei santi introdotto nel 2017 con la lettera apostolica Maiorem hac dilectionem. I primi tre criteri sono il martirio, l'eroicità delle virtù e il culto di data immemorabile.
Esso estende la tradizionale nozione del martirio cristiano che era riservata esclusivamente a coloro che erano stati uccisi in odio della fede (in latino: in odium fidei). Il papa Francesco aggiunge che  "l'eroica offerta della vita, suggerita e sostenuta dalla carità, esprime una vera, piena ed esemplare imitazione di Cristo" (proemio di Maiorem hac dilectionem).

## Criteri della procedura
La lettera apostolica Maiorem hac dilectionem descrive cinque criteri per la beatificazione e canonizzazione in base all'oblatio vitae. Sono i seguenti:
- una libera e volontaria offerta di vita e un'eroica accettazione propria caritatem di una morte certa e prematura,
- un nesso di causalità tra l'offerta di vita e la morte prematura,
- la pratica, almeno in grado ordinario delle virtù cristiane prima dell'offerta della vita e, poi, fino alla morte,
- l'esistenza di una fama di santità e di segni di tale santità, quanto meno dopo la morte,
- la necessità del miracolo per la beatificazione, avvenuta dopo la morte del Servo di Dio e attribuita alla sua intercessione.

## Persone studiate con questa procedura
Dal 2017 cinque persone sono state dichiarate venerabili con questa procedura: tre con il papa Francesco e due con Leone XIV.
-Venerabile Servo di Dio Franz de Castro Holzwarth (1942 - 1981), 17 diciembre 2022.
-Venerabile Servo di Dio Salvo d'Acquisto (1920-1943), 22 febbraio 2025.
-Venerabile Servo di Dio Emil Joseph Kapaun (1916 - 1951), 22 febbraio 2025.
-Venerabile Serva di Dio Inés Arango Velásquez (in religione: María de la Nieves de Medellín) (1937 - 1987), 22 maggio 2025.
-Venerabile Servo di Dio Alejandro Labaka Ugarte (1920 - 1987), 22 maggio 2025.